# 西多摩農業協同組合
西多摩農業協同組合（にしたまのうぎょうきょうどうくみあい、略称JAにしたま、西多摩農協）は、東京都羽村市に本店を置く農業協同組合。羽村市、福生市、瑞穂町を営業区域としている。羽村市、瑞穂町では指定金融機関とされている。

## 店舗
- 本店・営業課　羽村市羽東1-5-1
- 小作支店　羽村市栄町1-1-2
- 福生支店　福生市本町16
- 瑞穂支店　西多摩郡瑞穂町箱根ヶ崎2261
- 元狭山支店　西多摩郡瑞穂町二本木715-1
- 自然派やさい直売所　ベジ・ベジ　羽村市五ノ神1-1-5
- 福生支店直売所　福生市本町16
- 瑞穂経済センター　西多摩郡瑞穂町箱根ヶ崎611-1
- 葬祭センター　西多摩郡瑞穂町長岡1-62-6